# Zaingir (sieło)
Zaingir (ros. Заингирь) – wieś (sieło) w Rosji, w obwodzie kostromskim, w rejonie niejskim. W 2010 liczyła 31 mieszkańców.